# Universal (album)
Pour les articles homonymes, voir Universal.
Albums de Orchestral Manoeuvres in the Dark
Liberator
(1993) The OMD Singles
(1998)
Universal est un album d'Orchestral Manoeuvres in the Dark enregistré en 1996.

## Liste des pistes
1. Universal – 5 min 41 s
2. Walking on the Milky Way – 4 min 38 s
3. The Moon & the Sun – 3 min 37 s
4. The Black Sea – 3 min 38 s
5. Very Close to Far Away – 5 min 45 s
6. The Gospel of St Jude – 2 min 23 s
7. That Was Then – 4 min 27 s
8. Too Late – 4 min 09 s
9. The Boy from the Chemist Is Here to See You – 4 min 41 s
10. If You're Still in Love with Me – 2 min 51 s
11. New Head – 5 min 01 s
12. Victory Waltz – 2 min 45 s